# Faure Gnassingbé
Faure Gnassingbé Eyadéma (* 6. června 1966, Afagnan, Togo) je od 3. května 2025, kdy pozice byla zřízena, Prvním předsedou rady ministrů Toga. Předtím mezi lety 2005 a 2025 sloužil ve funkci čtvrtého prezidenta Toga. V africkém Togu přešel v roce 2005 prezidentský úřad z otce na syna. Po smrti Gnassingbé Eyadémy, který vládl Togu 38 let, dosadila armáda na prezidentský post jeho syna Faurea. Po změně ústavy v roce 2024 převzal v květnu 2025 post Prvního předsedy rady ministrů, přičemž prezident má v novém ústavním pořádku spíše ceremoniální úlohu.

## Život
Faure se narodil jen rok před tím, než jeho otec stanul v čele Toga, a vyrůstal tak jako syn prezidenta. Mohl získat vzdělání na vybraných universitách – vystudoval ekonomické obory na pařížské Sorbonně a americké universitě George Washingtona (George Washington University). Po ukončení studia spravoval finanční záležitosti otcova rozsáhlého majetku uloženého v zahraničí.

Do politiky vstoupil poměrně pozdě. Nejprve v červnu 2002 získal ve volbách křeslo v tožském parlamentu a brzy na to jej otec jmenoval ministrem telekomunikací a dolů. Přestože stárnoucí prezident prohlašoval, že svému lidu nehodlá vnutit svého nástupce, koncem roku 2002 vládní strana prosadila změnu ústavy, která snižovala požadovaný věk prezidentského kandidáta na 35 let.
Dlouholetý vládce Toga odešel 5. února 2005. Nebylo překvapením, že armáda vzápětí prohlásila prezidentem Faurea na úkor Fambary Ouattary Natchaby, předsedy parlamentu, na kterého postavení hlavy státu mělo přejít podle ústavy. EU v čele s Francií sice odsoudila převzetí moci synem zemřelého prezidenta Faurem Gnassingbém, avšak nepodnikla žádné další kroky k Natchabově podpoře. Prostředky k tomu Francie s jednotkami dlouhodobě rozmístěnými v Togu bezesporu měla. Prezident Chirac však spíše zdůrazňoval lítost nad odchodem svého osobního přítele. Postoj okolních afrických států vůči událostem v Togu byl ostřejší než postoj EU. Sousední země odmítly uznat nového prezidenta a události v Togu označily za vojenský převrat. Mezinárodní společenství požadovalo, aby se v Togu uspořádalo řádné prezidentské volby.
Faure Gnassingbé sice pod tlakem ze zahraničí 25. února odstoupil, avšak měl dostatek času k tomu, aby konsolidoval svoji pozici před chystanými volbami, ve kterých se následně ucházel o prezidentský úřad. V dubnových volbách získal přesvědčivých 60,6 % hlasů. Vývoj v Togu tak vedl k situaci, kdy u moci zůstala skupina zapojená do francouzsko-afrických patronsko-klientských vztahů. Opozice volby zpochybnila a v nepokojích zahynulo několik set lidí. Volby byly přes protesty opozice mezinárodními pozorovateli z členských států ECOWAS označeny za spravedlivé. Někteří pozorovatelé však následně v soukromí vyjadřovali překvapení nad oficiálním výrokem a upozorňovali na závažná porušení pravidel voleb.
Faure Gnassingbé premiérem jmenoval představitele umírněné opozice a opozice participuje i na dalších vládních postech. Klíčové pozice v nejsilnější straně Rassemblement du peuple togolais (RPT – Shromáždění tožského lidu) však patří Fauremu a jeho bratru Kaptchovi Gnassingbému, který zastává rovněž funkci ministra obrany.
Gnassingbé byl do úřadu znovuzvolen v letech 2010, 2015 a 2020, pokaždé se ziskem nejméně 58 % hlasů.
V pořadí čtvrtý tožský prezident je označován za tichého člověka, který málokdy mluví na veřejnosti a umí dobře naslouchat. Podobně jako jeho otec se politicky opírá o naprosto oddanou armádu.

## Vyznamenání
- velkokříž Národního řádu Beninu – Benin, 2. února 2011 – udělil prezident Yayi Boni[7][8]